# North Mountain
North Mountain är ett berg i Kanada.   Det ligger i provinsen Nova Scotia, i den sydöstra delen av landet, 800 km öster om huvudstaden Ottawa. Toppen på North Mountain är 30 meter över havet.
Terrängen runt North Mountain är varierad. Närmaste större samhälle är Kingston, 5,3 km nordost om North Mountain. 
Omgivningarna runt North Mountain är en mosaik av jordbruksmark och naturlig växtlighet. Runt North Mountain är det glesbefolkat, med 10 invånare per kvadratkilometer.